# Bataille d'Alexandrette
La bataille d'Alexandrette est la première opposition entre l'Empire byzantin et le califat fatimide en Syrie. Elle se déroule au début de l'année 971, près d'Alexandrette, alors que l'armée fatimide de Ja'far ibn Falah assiège Antioche, reconquise par les Byzantins deux ans plus tôt. Les Byzantins, conduits par l'un des eunuques de Jean Ier Tzimiskès, tendent un piège à un détachement de 4 000 soldats fatimides qui attaquent leur campement vide. Ils se retrouvent alors attaqués de tous les côtés et sont écrasés. La défaite d'Alexandrette, combinée à l'invasion des Qarmates au sud de la Syrie, contraint les Fatimides à lever le siège, ce qui permet aux Byzantins d'assurer leur emprise sur Antioche et le nord de la Syrie. 
Guerres arabo-byzantines
Batailles
- Mu'tah (629)
- Ajnadayn (634)
- Damas (634)
- Fahl (635)
- Yarmouk (636)
- Jérusalem (636-637)

- Héliopolis (640)
- Nikiou (646)

- Sufétula (647)
- Tahouda (683)
- Mammès (688)
- Carthage (698)
- Oued Nini (698)

- 1re Constantinople (674-678)
- Sébastopolis (692)
- Tyane (~708)
- 2e Constantinople (717-718)
- Andrinople (718)
- Nicée (727)
- Akroinon (740)

- Kamacha (766)
- Invasion de l'Asie Mineure (782)
- Kopidnadon (788)
- Krasos (804)
- Invasion de l'Asie Mineure (806)
- Anzen (838)
- Amorium (838)
- Mauropotamos (844)
- Poson (863)
- Bathys Ryax (872 ou 878)

- Syracuse (877-878)
- Stelai ou 1re Milazzo (880)
- 2e Milazzo (888)
- Taormine (902)
- Garigliano (915)
- Détroit (965)
- Georges Maniakès en Sicile (1038-1040)

- Phœnix de Lycie (655)
- Keramaia (746)
- Conquête musulmane de la Crête (années 820)
- Damiette (853)
- Raguse (866-868)
- Kardia (~872-873)
- Golfe de Corinthe (~873)
- Céphalonie (880)
- Chalcis (~883)
- Thessalonique (904)

- Portes ciliciennes (878)
- Campagnes de Jean Kourkouas (926-944)
- Marach (953)
- Raban (958)
- Andrassos (960)
- Campagnes de Nicéphore II Phocas (956-969)
- Chandax (960-961)
- Alexandrette (971)
- Campagnes de Jean Tzimiskès (~950-975)
- Gués de l'Oronte (994)
- Alep (994-995)
- Apamée (998)
- Campagnes de Basile II (979-999)
- Azâz (1030)

## Contexte
Le 28 octobre 969, Antioche tombe aux mains du général byzantin Michel Bourtzès. La conquête de cette métropole importante du nord de la Syrie est suivie d'un traité entre les Byzantins et l'émirat hamdanide d'Alep, qui fait de ce dernier le vassal tributaire de l'Empire. En outre, les Byzantins récupèrent le contrôle de toute l'ancienne zone frontière abbasside en Cilicie et en haute Mésopotamie, ainsi que le littoral syrien entre la mer Méditerranée et l'Oronte jusqu'aux environs de Tripoli, Arqa et Shaizar,. Le contrôle byzantin sur ces régions est très théorique au début et le meurtre de l'empereur Nicéphore II Phocas en décembre 969 menace d'annuler les gains byzantins dans la région.
Plus au sud, les troupes des Fatimides d'Ifriqiya, dirigées par Jawhar al-Siqilli, viennent de conquérir l'Égypte aux dépens des Ikhchidides. Motivés par l'esprit du djihad et désirant consolider leur pouvoir, les Fatimides font de la progression byzantine sur Antioche une menace des infidèles et un thème majeur de leur propagande, aux côtés de leur promesse de restaurer un gouvernement juste. Les nouvelles de la chute d'Antioche aident à persuader les Fatimides de permettre à Jawhar d'envoyer Ja'far ibn Falah envahir la Palestine. De là, Ja'far vainc les derniers Ikhchidides dirigés par al-Hasan ibn Ubayd Allah ibn Tughj. Ja'far ibn Falah s'emparent de Ramla en mai 970 avant de s'emparer de Damas en novembre.

## Siège d'Antioche et bataille d'Alexandrette
Presque au même moment que Damas tombe, Ja'far ibn Falah confie à l'un de ses ghilman, Futuh, de conduire le djihad contre les Byzantins, bien que l'historien yéménite Imad al-Din Idris ibn al-Hasan mentionne aussi un certain Abdallah ibn Ubayd Allah al-Husayni Akhu Muslim comme commandant. Futuh réunit une grande armée de Kutama (des Berbères) qui se dirige vers Antioche dont le siège commence en décembre 970. L'écrivain byzantin Georges Cédrène affirme que l'armée fatimide comprend 100 000 hommes, ce qui est clairement exagéré, tandis que Imad al-Din parle de 20 000 hommes. Les habitants d'Antioche opposent une forte résistance et Ibn Falah doit envoyer plusieurs vagues de renforts selon l'historien du XIVe siècle Abu Bakr ibn al-Dawadari. D'après le récit d'Ahmad al-Maqrîzî, c'est grâce à ces renforts, chiffrés à 4 000 hommes, que les Fatimides peuvent complètement bloquer le ravitaillement de la cité en interceptant les caravanes s'y dirigeant.
Dans le même temps, le meurtrier et successeur de Nicéphore, Jean Ier Tzimiskès, n'est pas en mesure d'intervenir en personne en Orient du fait de la menace d'invasion de Sviatoslav Ier dans les Balkans. De ce fait, il envoie une petite force dirigée par un eunuque de confiance, le patrice Nicolas, pour lever le siège. Pendant ce temps, le siège d'Antioche se prolonge pendant cinq mois, lors de l'hiver et du printemps, sans résultats. À un moment donné, un détachement fatimide, comprenant 4 000 hommes dirigés par un chef berbère du nom d'Aras et un ancien émir de Tarse (Ibn az-Zayyat), se dirige vers le nord contre Alexandrette, où les renforts byzantins stationnent. Informés de leur approche, le commandant byzantin fait évacuer le camp et prépare une embuscade. Trouvant le camp adverse désert, les troupes fatimides commencent à le piller sans se préoccuper de tout autre risque. Nicolas décide alors de lancer une attaque surprise de tous les côtés et la force fatimide est complètement détruite. La plupart des Arabes périssent mais Aras et Ibn az-Zayyat peuvent s'échapper.
La défaite à Alexandrette est une défaite importante pour le moral des Fatimides. Elle est à lier avec les nouvelles de la progression des Qarmates en direction de Damas. Ces derniers sont originaires d'Arabie orientale et sont partisans d'un ismaélisme radical. Du fait de cette menace, Ibn Falah ordonne à Futuh de lever le siège d'Antioche au début du mois de juillet 971. L'armée revient à Damas, d'où les différents contingents sont dispersés dans leurs régions d'origine.

## Conséquences
Cette première confrontation entre les deux puissances de la Méditerranée orientale se termine par une victoire byzantine. D'un côté, elle renforce la position byzantine au nord de la Syrie et de l'autre, elle affaiblit les Fatimides, à la fois en raison des pertes humaines mais aussi en termes de moral et de réputation. Comme l'écrit Paul Walker, si Ibn Falah « possédait les troupes et le prestige perdus à Alexandrette, il aurait peut-être pu résister à l'assaut des Qarmates. Les armées des régions locales auraient pu l'aider ». Lors de ces événements, Ja'far est incapable de résister aux Qarmates et à leurs alliés bédouins. Il fait le choix fatal de les affronter dans le désert et il est vaincu et tué en août 971. Cette défaite conduit quasiment à l'effondrement du contrôle fatimide sur le sud de la Syrie et la Palestine. Toutefois, les Fatimides parviennent à rétablir la situation à l'emportant devant Fostat, repoussant les Qarmates hors de Syrie et restaurant leur contrôle sur les provinces troublées. De leur côté, les Byzantins restent à l'écart jusqu'aux grandes campagnes conduites par Jean Tzimiskès en personne en 974-975. Bien que l'empereur parvienne à pénétrer profondément dans les terres musulmanes, menaçant même de reprendre Jérusalem, sa mort en janvier 976 met un terme à la menace byzantine pour les Fatimides. Jamais plus les Byzantins ne seront en mesure d'avancer si loin de leurs bases au nord de la Syrie, autour d'Antioche.